# Ґомбін (Куявсько-Поморське воєводство)
Ґомбін (пол. Gąbin) — село в Польщі, у гміні Шубін Накельського повіту Куявсько-Поморського воєводства.
Населення — 241 особа (2011).
У 1975-1998 роках село належало до Бидгощського воєводства.

## Демографія
Демографічна структура станом на 31 березня 2011 року:
|          | Загалом | Допрацездатний вік | Працездатний вік | Постпрацездатний вік |
| -------- | ------- | ------------------ | ---------------- | -------------------- |
| Чоловіки | 134     | 28                 | 94               | 12                   |
| Жінки    | 107     | 24                 | 69               | 14                   |
| Разом    | 241     | 52                 | 163              | 26                   |